# Mungo (Angola)
Mungo ist ein Landkreis und eine Kleinstadt in Angola.

## Verwaltung
Mungo ist Sitz eines gleichnamigen Kreises (Município) in der Provinz Huambo. Der Kreis umfasst eine Fläche von 5400 km² und hat etwa 30.000 Einwohner (Schätzung 2011). Die Volkszählung 2014 soll fortan gesicherte Bevölkerungsdaten liefern.
Zwei Gemeinden (Comunas) bilden den Kreis Mungo:
- Cambuengo (auch Kambuengo)
- Mungo